# Campionati europei di corsa campestre 2004
L'XI Campionato europeo di corsa campestre si è disputato a Heringsdorf, in Germania, il 12 dicembre 2004. Il titolo maschile è stato vinto da Serhiy Lebid mentre quello femminile da Hayley Yelling.

## Risultati
I risultati del campionato sono stati:

### Individuale (uomini senior)
| Pos. | Atleta                 | Tempo (m's") |
| ---- | ---------------------- | ------------ |
|      | Serhiy Lebid           | 27'31"       |
|      | Juan Carlos de la Ossa | 27'54"       |
|      | Driss Maazouzi         | 28'05"       |
| 4.   | Günther Weidlinger     | 28'08"       |
| 5.   | Mounir el Housni       | 28'14"       |
| 6.   | Mustapha Essaïd        | 28'23"       |
| 7.   | Karl Keska             | 28'23"       |
| 8.   | Umberto Pusterla       | 28'24"       |
| 9.   | Tom van Hooste         | 28'25"       |
| 10.  | Sergei Jemeljanov      | 28'25"       |
| 11.  | Fernando Silva         | 28'25"       |
| 12.  | Maurizio Leone         | 28'25"       |

### Squadre (uomini senior)
| Pos. | Nazione                                                                 | Punti |
| ---- | ----------------------------------------------------------------------- | ----- |
|      | Francia Driss Maazouzi Mounir el Housni Mustapha Essaïd Mokhtar Benhari | 28    |
|      | Italia                                                                  | 50    |
|      | Gran Bretagna                                                           | 63    |
| 4.   | Spagna                                                                  | 71    |
| 5.   | Portogallo                                                              | 104   |
| 6.   | Russia                                                                  | 114   |
| 7.   | Belgio                                                                  | 126   |
| 8.   | Ucraina                                                                 | 128   |

### Individuale (donne senior)
| Pos. | Atleta              | Tempo (m's") |
| ---- | ------------------- | ------------ |
|      | Hayley Yelling      | 22'04"       |
|      | Justyna Bąk         | 22'13"       |
|      | Jo Pavey            | 22'26"       |
| 4.   | Mihaela Botezan     | 22'36"       |
| 5.   | Sabrina Mockenhaupt | 22'44"       |
| 6.   | Mónica Rosa         | 22'45"       |
| 7.   | Inês Monteiro       | 22'47"       |
| 8.   | Anikó Kálovics      | 22'49"       |
| 9.   | Maria Martins       | 22'50"       |
| 10.  | Anália Rosa         | 22'54"       |
| 11.  | Lilia Shobukhova    | 22'59"       |
| 12.  | Veerle Dejaeghere   | 23'00"       |

### Squadre (donne senior)
| Pos. | Nazione                                                           | Punti |
| ---- | ----------------------------------------------------------------- | ----- |
|      | Portogallo Mónica Rosa Inês Monteiro Anália Rosa Fernanda Ribeiro | 38    |
|      | Gran Bretagna                                                     | 43    |
|      | Francia                                                           | 97    |
| 4.   | Germania                                                          | 97    |
| 5.   | Ungheria                                                          | 106   |
| 6.   | Russia                                                            | 111   |
| 7.   | Belgio                                                            | 117   |
| 8.   | Spagna                                                            | 122   |

### Individuale (uomini junior)
| Pos. | Atleta              | Tempo (m's") |
| ---- | ------------------- | ------------ |
|      | Barnabás Bene       | 20'52"       |
|      | Yevgeniy Rybakov    | 20'52"       |
|      | Anatoliy Rybakov    | 20'53"       |
| 4.   | Łukasz Parszczyński | 20'58"       |
| 5.   | Mark Christie       | 21'04"       |
| 6.   | Stefan Patru        | 21'07"       |
| 7.   | Luke Gunn           | 21'09"       |
| 8.   | Andrew Ledwith      | 21'12"       |

### Squadre (uomini junior)
| Pos. | Nazione                                                                 | Punti |
| ---- | ----------------------------------------------------------------------- | ----- |
|      | Russia Yevgeniy Rybakov Anatoliy Rybakov Stepan Kiselev Aleksey Chistov | 40    |
|      | Irlanda                                                                 | 54    |
|      | Gran Bretagna                                                           | 59    |
| 4.   | Italia                                                                  | 120   |
| 5.   | Romania                                                                 | 128   |
| 6.   | Polonia                                                                 | 135   |
| 7.   | Spagna                                                                  | 136   |
| 8.   | Belgio                                                                  | 153   |

### Individuale (donne junior)
| Pos. | Atleta          | Tempo (m's") |
| ---- | --------------- | ------------ |
|      | Binnaz Uslu     | 15'32"       |
|      | Ancuţa Bobocel  | 15'57"       |
|      | Marta Romo      | 16'04"       |
| 4.   | Adrienne Herzog | 16'06"       |
| 5.   | Ingunn Opsal    | 16'07"       |
| 6.   | Volha Minina    | 16'10"       |
| 7.   | Verena Dreier   | 16'20"       |
| 8.   | Helene Guet     | 16'23"       |

### Squadre (donne junior)
| Pos. | Nazione                                                          | Punti |
| ---- | ---------------------------------------------------------------- | ----- |
|      | Romania Ancuţa Bobocel Larisa Arcip Catalina Oprea Paula Todoran | 51    |
|      | Gran Bretagna                                                    | 65    |
|      | Russia                                                           | 68    |
| 4.   | Bielorussia                                                      | 84    |
| 5.   | Germania                                                         | 96    |
| 6.   | Francia                                                          | 123   |
| 7.   | Polonia                                                          | 127   |
| 8.   | Italia                                                           | 166   |

## Medagliere
| Posizione | Paese         | Oro | Argento | Bronzo | Totale |
| --------- | ------------- | --- | ------- | ------ | ------ |
| 1         | Gran Bretagna | 1   | 2       | 3      | 6      |
| 2         | Russia        | 1   | 1       | 2      | 4      |
| 3         | Romania       | 1   | 1       | 0      | 2      |
| 4         | Francia       | 1   | 0       | 2      | 3      |
| 5         | Ungheria      | 1   | 0       | 0      | 1      |
| 5         | Portogallo    | 1   | 0       | 0      | 1      |
| 5         | Turchia       | 1   | 0       | 0      | 1      |
| 5         | Ucraina       | 1   | 0       | 0      | 1      |
| 9         | Spagna        | 0   | 1       | 1      | 2      |
| 10        | Irlanda       | 0   | 1       | 0      | 1      |
| 10        | Italia        | 0   | 1       | 0      | 1      |
| 10        | Polonia       | 0   | 1       | 0      | 1      |
| Totale    | Totale        | 8   | 8       | 8      | 24     |